# Ordre du Mérite pour la Patrie
Pour les articles homonymes, voir Ordre du mérite patriotique.
L'ordre du Mérite pour la Patrie (en russe : Орден « За заслуги перед Отечеством ») est une distinction honorifique de la fédération de Russie, décernée depuis le 2 mars 1994.

## Histoire
Premier ordre de mérite à avoir été créé dans la fédération de Russie en 1994, il occupe la première place dans la hiérarchie des ordres du pays jusqu'en 1998, quand l'ordre « restauré » de Saint-André le détrône à cette place d'honneur.

## Statut
Comprenant quatre classes, il récompense tant les mérites civils que militaires (avec adjonction d'épées croisées pointes en haute, entre l'insigne et le ruban). À l’origine, l'ordre pouvait être remis à des étrangers, mais il est aujourd'hui réservé aux seuls Russes. L'ordre complété par deux médailles — qui précèdent normalement l'obtention de la IVe classe — comprend également un collier unique, marque de la fonction présidentielle en Russie.

## Insignes
Les insignes de l'ordre comprennent :
- une croix d'or émaillé rouge portant en son centre les armoiries de la fédération de Russie,
- une plaque portée avec les 1re et 2e classes de l'ordre. Elle s'inspire de celle de l’ancien ordre Ordre de Saint-Vladimir de l’Empire russe. En son centre, les armoiries de la fédération de Russie entourées par un cercle d’émail rouge bordé d’argent porte la devise de l'ordre de cet ancien ordre : Bienfait, Honneur et Gloire (Польза, честь и слава, Pol’za, tchest’ i slava),
- un ruban de couleur rouge foncé.

Rubans de rappel, distinctifs des quatre classes dans la fédération de Russie :
- ruban de rappel de la 1re classe
- ruban de rappel de la 2e classe
- ruban de rappel de la 3e classe
- ruban de rappel de la 4e classe

## Source
- (en) Cet article est partiellement ou en totalité issu de l’article de Wikipédia en anglais intitulé « Order of Merit for the Fatherland » (voir la liste des auteurs).